# École-mairie d'Arc-sous-Cicon
L'école-mairie d'Arc-sous-Cicon est un bâtiment inscrit aux monuments historiques français, situé sur la commune d'Arc-sous-Cicon dans le département du Doubs en France.

## Histoire
La création de l'école-mairie est décidée en 1839. Cette décision est justifiée par une loi de 1833 qui obligeait les communes à entretenir une école (souvent intégrée à la mairie). Le bâtiment devait servir de maison commune et d'école, doté d'un internat pour les enfants des localités environnantes. Plusieurs projets furent établis entre 1845 et 1847. Le projet de l'architecte Pessières fut retenu en 1847, mais, faute de moyens financiers suffisants, les travaux ne seront achevés qu'en 1864 par un autre architecte, Pompée fils.
Le monument est inscrit en totalité au titre des monuments historiques depuis le 25 juillet 2005.
Le 31 mai 2010, un incendie ravage partiellement le bâtiment.

## Localisation
Le bâtiment est situé à l'angle de la rue de la Mairie et de la Grande-rue, au centre du village. Il est situé près de l'église Saint-Étienne, dont il est séparé par le presbytère.

## Architecture
Le bâtiment est de forme imposante et d'architecture régulière. Construit en calcaire et pierre de taille, l'école-mairie s'étire sur deux étages sur lesquelles des corniches et des pilastres corniers sont visibles. Les pièces du rez-de-chaussée étaient destinées aux locaux de la mairie et de quelques salles de classe, tandis que les étages étaient réservés aux salles de classe, aux dortoirs et à quelques appartements.